# 遺憾拼圖
《遺憾拼圖》（英語：Life List，英語簡稱：L.L），2016年TVBS歡樂台第八部原創概念劇，為台視周五戲劇。由楊貴媚、謝佳見、黃姵嘉、張懷秋、朱芷瑩、李易領銜主演。2016年3月10日開拍，6月10日全劇殺青。台視於2016年5月6日晚上10點首播，TVBS歡樂台於2016年5月7日晚上10點播出，LINE TV於2016年5月7日晚上10點網路播出。本劇獲得104年度中華民國文化部高畫質電視節目一般型連續劇類補助600萬元。本劇於2016年3月3日參加2016香港國際影視展。接檔《幸福不二家》。戲劇尾端有後語（跟《16個夏天》、《哇！陳怡君》的片頭引言相反）；劇後播出幕後花絮《遺憾不再》。

## 播出時間
以下時間以當地時間（台灣時間）為準

### 首播
| 頻道       | 所在地 | 播映日期      | 播出時間               |
| ---------- | ------ | ------------- | ---------------------- |
| 台視主頻   | 臺灣   | 2016年5月6日  | 每週五 22:00-23:30     |
| TVBS歡樂台 | 臺灣   | 2016年5月7日  | 每週六 22:00-23:30     |
| LINE TV    | 臺灣   | 2016年5月7日  | 每週六 22:00           |
| 佳樂台     | 新加坡 | 2017年1月26日 | 星期一至五 22:15-23:00 |

### 重播
| 頻道       | 所在地 | 播映日期                 | 播出時間           |
| ---------- | ------ | ------------------------ | ------------------ |
| 台視主頻   | 臺灣   | 2016年5月8日             | 每週日 23:45-01:15 |
| 台視主頻   | 臺灣   | 2016年5月13日            | 每週五 15:05-16:40 |
| 台視主頻   | 臺灣   | 2016年5月14日            | 每週六 13:00-14:30 |
| TVBS歡樂台 | 臺灣   | 2016年5月8日 (至6月26日) | 每週日 10:00-11:30 |
| TVBS歡樂台 | 臺灣   | 2016年5月14日            | 每週六 16:00-17:30 |
| TVBS歡樂台 | 臺灣   | 2016年7月3日             | 每週日 13:00-14:30 |
| TVBS歡樂台 | 臺灣   | 2016年7月3日             | 每週日 20:00-21:30 |
| TVBS歡樂台 | 臺灣   | 2016年9月23日            | 每週五 19:30-21:00 |

## 演員陣容

### 主要角色
| 演員   | 角色                   | 介紹 | 登場集數         |
| 楊貴媚 | 秋蘭                   | 宜蘭人，徐文文、徐思思的母親，思想傳統，其實一直不看好大女兒文文跟劉家的感情。 | 全劇             |
| 連俞涵 | 秋蘭                   | 年輕時的于秋蘭。 | 1，5，10，13，15 |
| 謝佳見 | 王子皓 （Melven Wang） | P&R公關公司執行總監，外冷內熱，即使對徐文文和于秋蘭一直給予好意見，其實一直沒有處理自己的感情事，也遲遲沒有離婚。成為思思的男朋友後才簽字離婚。到了最後自願退出副總經理競爭，反而希望以HTC商品贊助和支援“遺憾拼圖”專案。 | 全劇             |
| 黃姵嘉 | 徐思思                 | 25歲，于秋蘭的小女兒。P&R公關公司新人，後來過檔到HTC，成為行銷副理。喜歡子皓在第12集才成為女朋友。 | 全劇             |
| 張懷秋 | John （鄒少強）        | P&R公關公司總監，王子皓的副總經理競爭者。個性直接，比較意氣用事。喜歡思思。 | 全劇             |
| 朱芷瑩 | 徐文文                 | 35歲，于秋蘭的大女兒。比妹妹 - 徐思思大10歲。在第10集接替思思的工作，也是她第一次工作。第14集再次懷孕，最後進行分娩。 | 全劇             |
| 李易   | 劉政達                 | 徐文文的前夫。因為工作關係，而不想跟徐文文拼第二胎。第9集跟徐文文簽字離婚。第10集成為保險業務員，也成為 P&R 的客戶之一。                                                                                               | 2-10，15         |

### 其他角色
| 演員   | 角色                 | 介紹 | 登場集數          |
| 嚴藝文 | 盧燕 （燕子、Genie） | 宜蘭人，于秋蘭的閨密和同學，曾在美國舊金山跟陳姓前夫生活，但英文不太好，丈夫已過世，但其實他剛跟盧燕結婚時已認養了已故朋友的小孩。老公因為身體不好而不孕，也無法跟她傳宗接代。  | 1，3，5，9，11-15 |
| 龔怡維 | 盧燕 （燕子、Genie） | 年輕時的盧燕，個性單純、愛吃。 | 1，13             |
| 許時豪 | 大衛                 | P&R公關公司職員，子皓的助理。 | 1-7,9-15          |
| 林映唯 | Sally                | P&R公關公司職員，喜歡John而被利用。 | 全劇              |
| 陳思樺 | 米雪兒 （Michelle）  | P&R公關公司職員。 | 全劇              |
| 林雨葶 | Coco                 | P&R公關公司職員。 | 1-4,6-15          |
| 方語昕 | 何祖壽 （瘦瘦）      | 徐思思的閨密，迷戀王子皓。 | 1-4,6-10,12-13,15 |
| 陳慕義 | 劉水習               | 劉政達的父親 | 2-5,7-8           |
| 葛蕾   | 劉母                 | 劉政達的媽媽，與媳婦徐文文常常賭氣。 | 2-5,7-8           |
| 駱炫銘 | 劉景陽 （陽陽）      | 劉政達、徐文文的兒子。不知不覺踏上小阿姨思思的後塵，目睹父母，和媽媽跟外公的爭吵，但也令他早熟、懂事。                                                                        | 2-3,5-8,10,15     |
| 王為   | 張經理               | HTC 經理。品牌企劃完成後，被王子皓和John推薦徐思思到HTC上班，其實是王子皓的國中同學，也認識 John 和嘉薇。徐思思正式過檔前，希望她跟王子皓告白，讓他早點辦理跟嘉薇的離婚手續。 | 2,4-10,13-14      |
| 郭彥甫 | 阿甫                 | 日本酒館老闆，為徐思思送外賣。第9集透露他其實是王子皓的國中同學，也認識 John 和嘉薇。                                                                                         | 2,4-5,9-10,15     |
| 霍正奇 | 徐永生               | 秋蘭的丈夫、徐思思、徐文文的父親。性格像浪子，但也因此忽略家庭，也讓徐思思非常害怕談戀愛。                                                                                    | 3-4,6-7,9,11,15   |
| 鄭暐達 | 徐永生               | 年輕時的徐永生，台北人，是大學生。因為剛跟秋蘭結婚，所以多年來不讓她看到于世光寫給她的信。                                                                                      | 5,11              |
| 曾珮瑜 | 李嘉薇               | 王子皓的前妻，曾為空姐，現時在宜蘭當民宿老闆，John的大學學姐。因為生依柔時血崩 ，子宮被拿掉導致不育。現任男友其實是位機師。                                                   | 4,9-12            |

### 客串角色
| 演員   | 角色   | 介紹 | 登場集數    |
| 丁國琳 | 李美美 | 宜蘭人，于秋蘭的閨密，與盧燕、于秋蘭因為金錢糾紛而失聯多年，也騙走了秋蘭給的三十萬。癌症病人。第9集，還錢給徐家後，跟于秋蘭絕交，然後與徐永生搬到花蓮。                        | 1,3-4,6-7,9 |
| 洪于晴 | 李美美 | 年輕時的李美美，最有上進心，最早到台北和國外發展。 | 1,11,13     |
| 李慧娟 | 許桂英 | 宜蘭人， 于秋蘭的閨密，已過世。 | 1,4         |
| 謝寶萱 | 許桂英 | 年輕時的許桂英，個性單純、文藝細胞濃厚、害怕分離。 | 1,13        |
| 黃迪揚 | Steven | 棺木業職員。 | 1,15        |
| 周明宇 | 總經理 | P&R公關公司總經理。 | 1,3-4       |
| 子萱   | 徐思思 | 小時候的徐思思。 | 3           |
| 李翊寧 | 小香   | 劉政達同事，車模，愛慕劉政達。 | 5，7-8      |
| 吳若瑄 | 王依柔 | 10歲，王子皓的女兒，跟媽媽在宜蘭民宿居住。喜愛彈鋼琴和畫畫，John是她的乾爹，也因為對寵物過敏而不能養寵物。                                                               | 10-12       |
| 石知田 | 世光   | 年輕時的于世光，于秋蘭的初戀情人，于冬興（于秋蘭的哥哥）的朋友，雙方家人因為反對同姓婚姻而被迫分手，反而想他們結拜為乾兄妹。1995年結婚，第14集透露已過世，但于秋蘭選擇不再追究他。 | 10,13,15    |
| 魯文學 | 世光   | 1958年生，律師，1987年政大法律博士畢業生，處理盧燕前夫的事情，因為認養兒子已長大，決定放棄遺囑上所有權利，讓盧燕成為唯一受益人和物業繼承者，但不是于秋蘭的初戀情人。       | 11          |
| 游小白 |        | 拼圖咖啡廳店員。 | 12-13,15    |
| 羅能華 | 冬興   | 年輕時的于冬興，與妹妹秋蘭感情甚篤。 | 13          |
| 陳玉玫 |        | 于冬興的遺孀，于秋蘭的大嫂。 | 13          |

## 電視劇歌曲
| 曲別   | 歌名             | 演唱者 | 作詞           | 作曲         |
| 片頭曲 | 拼圖             | 艾怡良 | 陳宏宇         | KIM SEOK JIN |
| 片尾曲 | 你，好不好？     | 周興哲 | 周興哲、吳易緯 | 周興哲       |
| 插曲   | 愛是這樣         | 艾怡良 | 張簡君偉       | 張簡君偉     |
| 插曲   | 天淵之別         | 林奕匡 | 陳詠謙         | 林奕匡       |
| 插曲   | 我依然是你的情人 | 李玟   | 陳曉娟         | 陳曉娟       |
| 插曲   | 捨不得           | 小霞   | 賈軼男         | 賈軼男       |

## 收視率

### 台視週五首播收視率
| 播出日期      | 集數       | 平均收視 | 排名 | 備註                   |
| ------------- | ---------- | -------- | ---- | ---------------------- |
| 2016年5月6日  | 1          | 0.58     | 4    |                        |
| 2016年5月13日 | 2          | 0.72     | 4    |                        |
| 2016年5月20日 | 3          | 0.68     | 4    |                        |
| 2016年5月27日 | 4          | 0.66     | 4    |                        |
| 2016年6月3日  | 5          | 0.74     | 4    |                        |
| 2016年6月10日 | 6          | 0.54     | 4    |                        |
| 2016年6月17日 | 7          | 0.78     | 3    |                        |
| 2016年6月24日 | 8          | 0.87     | 3    |                        |
| 2016年7月1日  | 9          | 0.92     | 3    |                        |
| 2016年7月8日  | 10         | 1.06     | 3    | 瞬間最高收視率：1.29。 |
| 2016年7月15日 | 11         | 0.81     | 4    |                        |
| 2016年7月22日 | 12         | 0.80     | 4    |                        |
| 2016年7月29日 | 13         | 0.85     | 4    |                        |
| 2016年8月5日  | 14         | 0.67     | 4    |                        |
| 2016年8月12日 | 15         | 1.05     | 4    | 最終回                 |
| 平均收視率    | 平均收視率 | 0.78     |      |                        |

- 同時段戲劇：民視：《我的老師叫小賀》、三立台灣台：《紫色大稻埕／白鷺鷥的願望》、三立都會台：《1989一念間／飛魚高校生》
- 由AC尼尔森調查，調查範圍是四歲以上收看電視之觀眾。
- 資料來源：電視劇收視率排行榜-人氣榜-台灣-偶像劇場 （页面存档备份，存于）、凱絡媒體週報 （页面存档备份，存于）

## 拍攝場景
- 陽明山美軍宿舍

八里區
- 十三行博物館

板橋區
- 介壽公園
- 警察宿舍

泰山區
- 泰山體育館

宜蘭縣
- 大溪車站

## 製作團隊
- 導演：劉彥甫
- 出品人：張孝威
- 發行人：楊盛昱、廖福順
- 總監製：陳福生、劉思銘
- 台視監製：廖慧心、潘逸群
- 監製：戴天易、黃家新、王傳仁
- 執行監製：羅卓建勝、李芳瑩、陳慧郁
- 編審：張淑婷、方婷安、華沛妮、李妍心、吳淑思
- 編劇：苑亦
- 聯合編劇：林怡鳳、王雨晴、以恩
- 製作公司：乾煌娛樂事業有限公司、TVBS
- 監製單位：台視、TVBS歡樂台
- 台視冠名贊助：雀巢立攝適、雀巢飲沛
- 置入行銷：HTC、HTC Vive、富邦銀行、雷諾瓦拼圖文化坊、G. H. Mumm、Sony Music、萬安生命集團（萬安生命科技）、第一商業銀行、J!NS眼鏡

## 獎項紀錄

### 第52屆電視金鐘獎
| 年份   | 獲提名 | 獎項             | 結果 |
| ------ | ------ | ---------------- | ---- |
| 2017年 | 楊貴媚 | 戲劇節目女主角獎 | 入圍 |

## 電視節目的變遷
- 官方网站－台視
- 官方网站－TVBS
- 遺憾拼圖的Facebook專頁
- 遺憾拼圖LINE TV頻道 （页面存档备份，存于）
- YouTube上的TVBS經典頻道頻道

| 中華民國 台視主頻 周五優質戲劇              | 中華民國 台視主頻 周五優質戲劇           | 中華民國 台視主頻 周五優質戲劇 |
| ------------------------------------------- | ---------------------------------------- | ------------------------------ |
|                                             | 遺憾拼圖 （2016年5月6日－2016年8月12日） |                                |
| 幸福不二家 （2016年1月29日－2016年4月29日） | 植劇場 （2016年8月19日－2017年8月18日）  |                                |

| 中華民國 TVBS歡樂台 每週六 22:00 - 23:30    | 中華民國 TVBS歡樂台 每週六 22:00 - 23:30          | 中華民國 TVBS歡樂台 每週六 22:00 - 23:30 |
| ------------------------------------------- | ------------------------------------------------- | ---------------------------------------- |
|                                             | 遺憾拼圖 （2016年5月7日－2016年8月13日）          |                                          |
| 幸福不二家 （2016年1月30日－2016年4月30日） | 16個夏天（重播） （2016年8月20日－2016年10月8日） |                                          |

| 新加坡 佳乐台 星期一至五 22:10 - 23:00 · 2017年1月27和30日 暫停播映 | 新加坡 佳乐台 星期一至五 22:10 - 23:00 · 2017年1月27和30日 暫停播映 | 新加坡 佳乐台 星期一至五 22:10 - 23:00 · 2017年1月27和30日 暫停播映 |
| ------------------------------------------------------------------- | ------------------------------------------------------------------- | ------------------------------------------------------------------- |
|                                                                     | 遺憾拼圖 (2017年1月26日－2017年3月2日)                              |                                                                     |
| 亲爱的翻译官 （2016年11月25日－2017年1月25日）                      | 植劇場 (2017年3月3日－)                                             |                                                                     |